# 바이네르
바이네르는 1994년 3월 1일에 설립된 대한민국의 기업이다. 자본금은 약 12억 2500만원이며 직원수는 40명이고 경기도 고양시에 위치해 있다. 대한민국 전역에 53개의 매장이 있다.

## 개요
바이네르는 안토니 (ANTONI), 바이네르(VAINER), 키노피오(KINOPIO)라는 브랜드를 취급하고 있다. 제품들은 대개 소가죽과 양가죽으로 만들며 이탈리아와 대한민국에서 생산된다.

## 회사 연혁
- 1994년 3월 안토니오 제화㈜ 법인 설립
- 1996년 6월 이태리 CODIVA사와 VAINER 한국 라이선스 판매권 체결
- 1998년 2월 수출 유망 중소기업 선정 - 중소기업진흥공단
- 1998년 12월 업무전산화 (업계 최초 ERP개념 도입)하반기 소비자 인기상 수상 - 문화일보
- 2000년 4월 고양시 유망 중소기업 선정
- 2000년 7월 자동화 설비 도입(fc4 automatic system)
- 2000년 9월 ISO9001 인증 취득
- 2000년 12월 개발팀-해외 교육기관 위탁 교육 시행(Italy ARS group)
- 2002년 7월 본사 사옥 및 공장 설립
- 2002년 10월 고양시 우수 중소기업 표창
- 2004년 8월 수출유망중소기업선정 - 중소기업진흥공단
- 2005년 1월 고양시 우수 중소기업 표창
- 2006년 8월 SBS 대한민국 중소기업의 힘 방송(8월/12월 2회출연)
- 2006년 12월 SBS라디오 이명천의 성공 플러스 출연
- 2006년 12월 기술 혁신형 중소기업(INNO-BIZ)선정
- 2007년 1월 벤처 기업 선정
- 2007년 1월 이태리 디자이너 LUCA GOBBI(루카곱비)와 디자인 개발 협력 계약 체결
- 2007년 1월 이태리 CIAROCCA(챠로카)사와 콤포트화 기술 협력 및 ANTONI 현지 생산 도입
- 2007년 5월 제1회 바이네르 건강걷기축제(5/6, 호수공원, 2만여명참가)
- 2007년 5월 바이네르 ‘孝’콘서트(고양어울림누리,1200명관람)
- 2007년 5월 '안토니장학생' 선발(35명) 모범중소기업인 멤버쉽회원(중소기업청 선정)
- 2007년 9월 2007년도 경기도 유망 중소기업 선정
- 2007년 12월 2007년 하반기 경인일보 히트 상품 선정(의류/제화분야)
- 2008년 4월 안토니㈜로 법인상호 변경
- 2008년 5월 중소기업인 국무총리상 표창
- 2009년 11월 기업부설연구소 설립(디자인연구소)
- 2010년 1월 기술 혁신형 중소기업(INNO-BIZ)선정
- 2010년 1월 벤처 기업 선정
- 2010년 1월 고양시장 표창장
- 2015년 9월 바이네르(주)로 상호 변경.

## 본점 및 지점 현황
- 본점: 경기도 고양시 일산동구 은마길63번길 2 (설문동)
- 안토니 팩토리 아울렛: 경기도 고양시 일산동구 고봉로 749 (설문동)
- 아울렛 포천점: 경기도 포천시 소흘읍 호국로 481
- 분당VIP라운지: 경기도 성남시 분당구 대왕판교로 193 (금곡동)
- 일산점: 경기도 고양시 일산동구 고양대로 1132 (식사동)
- 당진점: 충청남도 당진시 서해로 6091, 1층 (시곡동)
- 아울렛 평택점: 경기도 평택시 평택로 65 (평택동)